# Спасская церковь (Шуя)
Церковь Спаса Нерукотворного Образа — несохранившийся православный храм в Шуе, являвшийся до его сноса в 1930 году высотной доминантой центра города. Одноимённый деревянный храм-предшественник был описан в писцовых книгах ещё в 1629 году. В 1696 году на его месте была построена первая каменная церковь. До середины XVIII века при храме состоял небольшой женский монастырь. В 1838—1847 годах была построена кирпичная церковь, к которой в 1869 году была пристроена трёхъярусная колокольня. Церковь была крупной однокупольной постройкой в стиле классицизма с боковыми портиками, колокольня была построена в стиле эклектики. У храма имелась двухпридельная трапезная. Высота церкви составляла около 36.2 м, ширина - 14.9 м, длина - 21.3 м. Стены храма были выкрашены в красный цвет, выступающие элементы декора были белыми, крыша — зелёной, на куполе чередовались голубой, серебристый и золотой цвета.
Церковь располагалась на нынешней площади Ленина (которая ранее в честь храма называлась Спасской), вблизи всех значимых зданий города. Взорвана 1 мая 1930 года по решению Шуйского горсовета. В настоящее время на её месте находится памятный крест.